# Sowjetunion (Zeitschrift)
Sowjetunion (russisch Советский Союз / Sowetski Sojus; Eigenschreibweise: SOWJET UNION), früher U(d)SSR im Bau (russ. СССР на стройке / SSSR na stroike), war eine mehrsprachige, global erscheinende Illustrierte aus der Sowjetunion.

## Beschreibung
Die im Jahre 1930 von Maxim Gorki in Nischni Nowgorod gegründete, soziopolitische Zeitschrift Die USSR im Bau (ab August 1935 UdSSR im Bau) berichtete dokumentarisch über das Leben der Bevölkerung in der UdSSR. Überwiegend beachtet werden dabei wirtschaftliche Errungenschaften, Wissenschaft, Technologie, Kultur und Kunst. Besondere Widmung galt der Außenpolitik. Neben einem Märchen für Kinder gab es auch Seiten, die sich speziell an Frauen richten. Antworten auf Fragen und Kommentare zu bestimmten Artikeln erschienen in der folgenden Ausgabe.
Das auffallend große Format, etwa 412 × 300 mm, ermöglichte breite, zum Teil doppelseitige Abbildungen sowie ausführlichen Text. Fotografien wurden von der Moskauer Agentur Sojusfoto bezogen. Zielgruppe der relativ teuren Ausgaben waren westliche Geschäftsleute, Intellektuelle und führende Mitglieder kommunistischer Parteien. Josef Stalin gehörte zu den ständigen Lesern.
Bei Beginn des Deutsch-Sowjetischen Krieges wurde das Erscheinen der Zeitschrift vorübergehend eingestellt. Erst 1949 wurden weitere zwölf Ausgaben veröffentlicht. Ab 1950 erschien die Zeitschrift neu unter dem Namen Sowjetunion. In den 1970er Jahren, am Höhepunkt ihres Bestehens, wurde sie offiziell in 130 Ländern herausgegeben, während die Gesamtauflage 1,3 Millionen Exemplare betrug. Übersetzt wurde sie in 19 Sprachen, nämlich Russisch, Englisch, Deutsch, Französisch (alle ab 1930), Spanisch (ab 1937), Chinesisch (1950), Koreanisch (1954), Japanisch (1955), Arabisch, Serbo-Kroatisch, Urdu, Hindi (alle ab 1956), Finnisch (1957), Rumänisch (1957), Ungarisch (1958), Mongolisch (1960), Bengalisch (1967), Vietnamesisch (1968) und Italienisch (1969). Am 7. Januar 1980 wurde die Zeitschrift mit dem Leninorden ausgezeichnet. Im Jahre 1991 wurde das Erscheinen der Zeitschrift eingestellt.
Heute ist die Schrift vor allem unter Sammlern begehrt. Auf einer Gebrauchtwarenauktion in Russland 2006 erzielte eine Sammlung von 47 Ausgaben 200.000 Rubel. Das Magazin Forbes schätzt den Wert einer Ausgabe, welche sich in einem guten Zustand befindet, auf 200 bis 500 US-Dollar. Der Wert steige jährlich um 25 bis 30 Prozent. Manche Ausgaben haben allerdings einen deutlich höheren Wert, so z. B. jene, die unter der Chefredaktion von Alexander Michailowitsch Rodtschenko oder El Lissitzky erstellt wurden.

## Sport in der UdSSR
„Sport in der UdSSR“ (russisch Спорт в СССР / Sport w SSSR) war die weiterführende, gleichfalls illustrierte Beilage zur Zeitschrift. Ihre Seiten waren nicht wie sonst üblich in der Auslieferung oder am Verkaufsstand der Zeitschrift lediglich beigelegt, sondern im Heft eingebunden. Sie stellte quasi ein eigenes, nahezu abgesondertes Ressort dar, während die restlichen Inhalte der Zeitschrift, keiner bestimmten Sortierung folgend, eher eine Collage bildeten und thematisch unspezifisch aneinandergereiht waren.
Die Beilage berichtete über die größten nationalen wie internationalen Sportveranstaltungen und hob die Bedeutung der Körperkultur und des Sports in der Sowjetunion hervor. Auch wurden zahlreiche Sportarten neben ihren prominentesten und erfolgreichsten Vertretern vorgestellt.
Die Gesamtauflage betrug im Jahre 1975 140.000 Exemplare.